# Lotus 91
Der Lotus 91 war ein Formel-1-Rennwagen des britischen Rennstalls Lotus, der in der Formel-1-Saison 1982 eingesetzt wurde.

## Technische Daten
Nachdem der Lotus 88 von der FIA für illegal erklärt worden war, musste Teamchef Colin Chapman die Formel-1-Saison 1981 mit dem Lotus 87 bestreiten. Dadurch blieben die Ergebnisse unter den Erwartungen. Infolgedessen beendete Hauptsponsor Essex das Arrangement mit Lotus, was das Team in große finanzielle Probleme stürzte. Erst die erfolgreichen Verhandlungen mit John Player Special führten wieder zu einer Erhöhung des Budgets und ermöglichten es Chapman mit dem Lotus 91 einen neuen Wagen zu konstruieren.
Das Monocoque des Fahrzeugs war aus mit Kohlenstoff- und Aramidfasern verstärktem Kunstharz gefertigt. Äußerlich ähnelte es seinem Vorgängermodell, war aber nach aerodynamischen Erkenntnissen grundlegend überarbeitet worden und galt als eines der besten Chassis im Starterfeld. Fünf Chassis wurden gebaut. Der Lotus 91 blieb jedoch im Vergleich zur Konkurrenz mit Turbomotoren hinter den Erwartungen zurück.
Angetrieben wurde das Fahrzeug von einem Ford-Cosworth-DFV-Motor, einem wassergekühlten Achtzylinder-V-Motor mit 90° Bankwinkel und einem Hubraum von 2993 cm³. Bei einer Drehzahl von etwa 10.750/min leistete er rund 490 PS (360 kW). Motorzündung und Einspritzsystem stammten von Lucas. Das manuelle zu schaltende, längs eingebaute Lotus-Hewland Getriebe hatte fünf Vorwärtsgänge und einen Rückwärtsgang. Der Tank fasste 191 Liter. Alle Räder waren einzeln an Doppelquerlenkern aufgehängt.

## Sponsor
Hauptsponsor war die zum Tobacco-Konzern gehörende Zigarettenmarke John Player, weshalb das Fahrzeug in Schwarz mit goldenen Applikationen gehalten war.

## Saisonverlauf
| Fahrer               | Nr.                  | 1 | 2   | 3 | 4 | 5   | 6 | 7   | 8   | 9   | 10  | 11  | 12  | 13  | 14 | 15  | 16  | Punkte | Rang |
| -------------------- | -------------------- | - | --- | - | - | --- | - | --- | --- | --- | --- | --- | --- | --- | -- | --- | --- | ------ | ---- |
| Formel-1-Saison 1982 | Formel-1-Saison 1982 |   |     |   |   |     |   |     |     |     |     |     |     |     |    |     |     | 30     | 6.   |
| E. de Angelis        | 11                   |   | DNF | 5 |   | 4   | 5 | DNF | 4   | DNF | 4   | DNF | DNF | 1   | 6  | DNF | DNF | 30     | 6.   |
| N. Mansell           | 12                   |   | 3   | 7 |   | DNF | 4 | DNF | DNF |     | DNF |     | 9   | DNF | 8  | 7   | DNF | 30     | 6.   |
| R. Moreno            | 12                   |   |     |   |   |     |   |     |     | DNQ |     |     |     |     |    |     |     | 30     | 6.   |
| G. Lees              | 12                   |   |     |   |   |     |   |     |     |     |     | 12  |     |     |    |     |     | 30     | 6.   |

| Legende  | Legende            | Legende                                                          |
| Farbe    | Abkürzung          | Bedeutung                                                        |
| -------- | ------------------ | ---------------------------------------------------------------- |
| Gold     | –                  | Sieg                                                             |
| Silber   | –                  | 2. Platz                                                         |
| Bronze   | –                  | 3. Platz                                                         |
| Grün     | –                  | Platzierung in den Punkten                                       |
| Blau     | –                  | Klassifiziert außerhalb der Punkteränge                          |
| Violett  | DNF                | Rennen nicht beendet (did not finish)                            |
| Violett  | NC                 | nicht klassifiziert (not classified)                             |
| Rot      | DNQ                | nicht qualifiziert (did not qualify)                             |
| Rot      | DNPQ               | in Vorqualifikation gescheitert (did not pre-qualify)            |
| Schwarz  | DSQ                | disqualifiziert (disqualified)                                   |
| Weiß     | DNS                | nicht am Start (did not start)                                   |
| Weiß     | WD                 | zurückgezogen (withdrawn)                                        |
| Hellblau | PO                 | nur am Training teilgenommen (practiced only)                    |
| Hellblau | TD                 | Freitags-Testfahrer (test driver)                                |
| ohne     | DNP                | nicht am Training teilgenommen (did not practice)                |
| ohne     | INJ                | verletzt oder krank (injured)                                    |
| ohne     | EX                 | ausgeschlossen (excluded)                                        |
| ohne     | DNA                | nicht erschienen (did not arrive)                                |
| ohne     | C                  | Rennen abgesagt (cancelled)                                      |
| ohne     | keine WM-Teilnahme |                                                                  |
| sonstige | P/fett             | Pole-Position                                                    |
| sonstige | 1/2/3/4/5/6/7/8    | Punktplatzierung im Sprint-/Qualifikationsrennen                 |
| sonstige | SR/kursiv          | Schnellste Rennrunde                                             |
| sonstige | *                  | nicht im Ziel, aufgrund der zurückgelegten Distanz aber gewertet |
| sonstige | ()                 | Streichresultate                                                 |
| sonstige | unterstrichen      | Führender in der Gesamtwertung                                   |